# Mirzaagha Aliyev
Mirzaagha Aliyev (en azerí: Mirzəağa Əliyev) fue el famoso actor de Azerbaiyán y artista del pueblo de la República de Azerbaiyán y de la URSS.

## Biografía

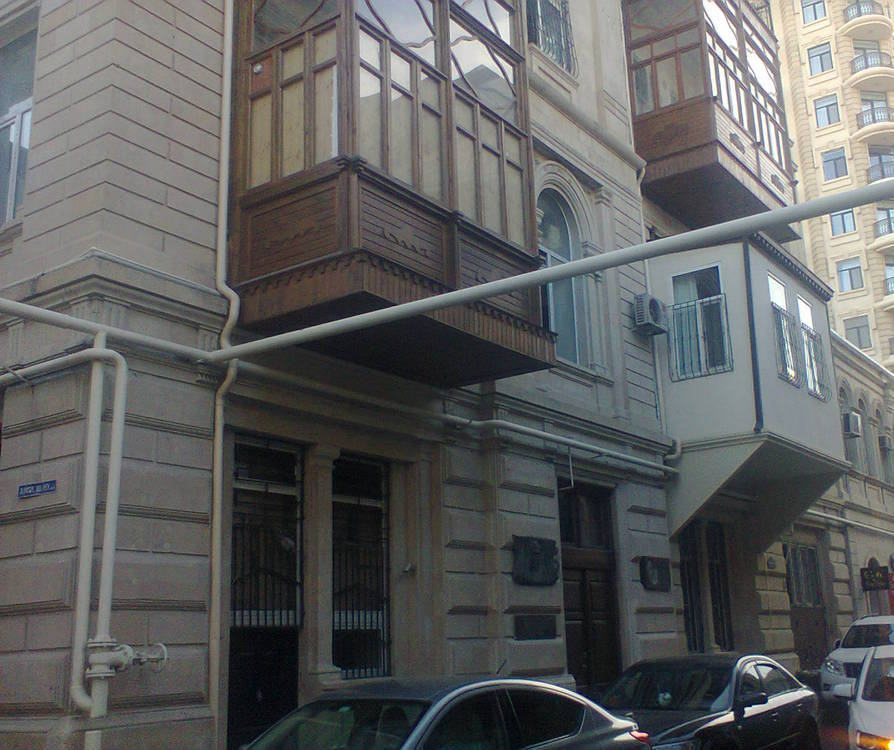
Casa en Bakú, donde vivió Mirzaagha Aliyev

Mirzaagha Aliyev en 1883 en Bakú. Él recibió su educación primaria en la escuela religiosa.
En 1901 comenzó su carrera con el papel Shahmar bey en la tragedia “Musibeti Fakhraddin” de Najaf bey Vazirov. Su carrera estaba profundamente influenciada por Najaf bey Vazirov y Jahangir Zeynalov. En 1906-1907 encabezó el grupo de teatro “Hamiyyat”. En 1912-1916 visitó región del Volga, Irán, Turquía, Tiflis, Batumi, Derbent y Najicheván.
Desde 1920 hasta el final de su vida Mirzaagha Aliyev trabajó en el Teatro Académico Estatal de Drama de Azerbaiyán. En 1922-1924 fue actor del Teatro Estatal Ruso de Drama de Azerbaiyán.
Mirzaagha Aliyev murió el 25 de octubre de 1954 en Bakú y fue enterrado en el Callejón de Honor.

## Premios y títulos
- Artista del Pueblo de la RSS de Azerbaiyán (1933)
- Medalla “por la defensa de Cáucaso” (1944)
- Premio Stalin del Estado (1943, 1948)
- Orden de la Bandera Roja del Trabajo (1946, 1949)
- Medalla “por trabajo valiente en la Gran Guerra Patriótica de 1941-1945” (1946)
- Artista del pueblo de la URSS (artes escénicas) (1949)